# Barnard Hughes
Bernard Aloysius Kiernan „Barnard“ Hughes (* 16. Juli 1915 in Bedford Hills, New York; † 11. Juli 2006 in New York City, New York) war ein US-amerikanischer Schauspieler.

## Leben
Hughes absolvierte das Manhattan College in New York City. Seine Karriere als Schauspieler begann 1934 auf Rat eines Freundes. Bis zu diesem Zeitpunkt arbeitete er als Dockkontrolleur im Hafen von New York City, als Verkäufer für Macy’s und als Hilfsarbeiter an der Wall Street. Hughes spielte in der Regel Nebenrollen an der Seite von Stars wie Richard Burton, Robert Preston, George C. Scott, Lillian Gish, Christopher Plummer, Lauren Bacall, Alec Baldwin, Nicol Williamson, Bill Murray, Glenn Close, Kiefer Sutherland, Michael J. Fox, Jon Voight, Vanessa Redgrave, Rosemary Harris, Walter Matthau und Whoopi Goldberg. Insgesamt war er in rund 100 Film- und Fernsehproduktionen zu sehen.

### Privatleben
Barnard Hughes war mit der Schauspielerin Helen Stenborg verheiratet und war der Vater von Laura Hughes und Doug Hughes.
Am 11. Juli 2006 starb er im Alter von 90 Jahren nach kurzer Krankheit im Presbyterian Hospital in New York City.

## Filmografie (Auswahl)
- 1954: Playgirl
- 1961: Chefarzt Dr. Pearson (The Young Doctors)
- 1961, 1963: Preston & Preston (The Defenders, Fernsehserie, 2 Folgen)
- 1969: Asphalt-Cowboy (Midnight Cowboy)
- 1970: Wo is' Papa? (Where's Poppa?)
- 1971: Hospital (The Hospital)
- 1971: Der 25 Millionen Dollar Preis (Cold Turkey)
- 1972: Die Rache ist mein (Rage)
- 1973: Die Schwestern des Bösen (Sisters)
- 1975: Begegnung aus dem Nichts (The UFO Incident)
- 1975–1976: Doc (Fernsehserie, 31 Folgen)
- 1977: Oh Gott … (Oh God!)
- 1977: Der Mann in der Todeszelle (Kill Me If You Can, Fernsehfilm)
- 1979: Pater Brown läßt sich nicht bluffen (Sanctuary of Fear)
- 1981–1982: Mr. Merlin (Fernsehserie, 22 Folgen)
- 1981: Ein Montag im Oktober (First Monday in October)
- 1982: Tron
- 1982: Zwei dicke Freunde (Best Friends)
- 1986–1989: The Cavanaughs (Fernsehserie, 26 Folgen)
- 1988: Da
- 1988: The Lost Boys
- 1989: Tote haben keinen Namen (Home Fires Burning, Fernsehfilm)
- 1989: Gefährlicher Ruhm – Aufstieg und Fall des Oliver North (Guts and Glory: The Rise and Fall of Oliver North, Fernsehfilm)
- 1990: Anwalt des Feindes (The Incident, Fernsehfilm)
- 1991: Doc Hollywood
- 1991–1995: Blossom (Fernsehserie, 52 Folgen)
- 1994: Sister Act 2 – In göttlicher Mission (Sister Act 2: Back in the Habit)
- 1995: Lucky im Glück (Past the Bleachers, Fernsehfilm)
- 1998: Immer noch ein seltsames Paar (The Odd Couple II)
- 1999: Das schwankende Schiff (Cradle Will Rock)
- 2000: Fantasticks (The Fantasticks)

## Auszeichnungen
- 1973 Tony Award Nominierung für die New-York-Shakespeare-Festival-Produktion Much Ado About Nothing
- 1977 Emmy für seine Rolle in der Fernsehserie Lou Grant
- 1978 Tony Award für seine Rolle in der Broadway-Produktion Da
- 1995 wurde er in die American Theater Hall of Fame aufgenommen
- 2000 Drama Desk Award für sein Lebenswerk